# Campionati europei di ciclismo su pista 2024 - Americana maschile
L'americana maschile ai Campionati europei di ciclismo su pista 2024 si svolse il l'11 gennaio 2024 presso il Omnisport Apeldoorn di Apeldoorn, nei Paesi Bassi.

## Risultati
La gara si è corsa sulla distanza di 200 giri (50 km), con 20 sprint.
| Pos. | Atleti                                  | Nazione       | Punti giro | Punti sprint | Ordine d'arrivo | Punti totali |
| ---- | --------------------------------------- | ------------- | ---------- | ------------ | --------------- | ------------ |
| 1    | Roger Kluge Theo Reinhardt              | Germania      | 20         | 44           | 4               | 64           |
| 2    | Thomas Boudat Donavan Grondin           | Francia       | 20         | 40           | 5               | 60           |
| 3    | Michael Mørkøv Theodor Storm            | Danimarca     | 20         | 30           | 3               | 50           |
| 4    | Rui Oliveira Iúri Leitão                | Portogallo    | 20         | 27           | 1               | 47           |
| 5    | Lindsay De Vylder Fabio Van den Bossche | Belgio        | 20         | 22           | 6               | 42           |
| 6    | Alan Banaszek Wojciech Pszczolarski     | Polonia       | 20         | 4            | 12              | 24           |
| 7    | Ethan Hayter Mark Stewart               | Gran Bretagna | 0          | 19           | 7               | 19           |
| 8    | Yoeri Havik Jan Willem van Schip        | Paesi Bassi   | 0          | 18           | 13              | 18           |
| 9    | Simone Consonni Michele Scartezzini     | Italia        | 0          | 17           | 2               | 17           |
| 10   | Sebastián Mora Albert Torres            | Spagna        | 0          | 4            | 8               | 4            |
| 11   | Lukas Rüegg Simon Vitzthum              | Svizzera      | 0          | 10           | 3               | 3            |
| 12   | Denis Rugovac Jan Voneš                 | Rep. Ceca     | 0          | 2            | 9               | 2            |
| 13   | Felix Ritzinger Maximilian Schmidbauer  | Austria       | 0          | 1            | 11              | 1            |
| 14   | Mykyta Yakovlev Daniil Yakovlev         | Ucraina       | –40        | 0            | -               | ritirati     |
| 15   | Amit Keinan Vladislav Loginov           | Israele       | –40        | 0            | -               | ritirati     |
| 16   | Martin Chren Pavol Rovder               | Slovacchia    | –40        | 0            | -               | ritirati     |